# Plantation (Kentucky)
Plantation es una ciudad ubicada en el condado de Jefferson en el estado estadounidense de Kentucky. En el Censo de 2010 tenía una población de 832 habitantes y una densidad poblacional de 1.590,28 personas por km².

## Geografía
Plantation se encuentra ubicada en las coordenadas 38°16′59″N 85°35′37″O / 38.28306, -85.59361. Según la Oficina del Censo de los Estados Unidos, Plantation tiene una superficie total de 0.52 km², de la cual 0.52 km² corresponden a tierra firme y (0%) 0 km² es agua.

## Demografía
Según el censo de 2010, había 832 personas residiendo en Plantation. La densidad de población era de 1.590,28 hab./km². De los 832 habitantes, Plantation estaba compuesto por el 75.84% blancos, el 12.98% eran afroamericanos, el 0.6% eran amerindios, el 1.2% eran asiáticos, el 0.12% eran isleños del Pacífico, el 5.17% eran de otras razas y el 4.09% pertenecían a dos o más razas. Del total de la población el 8.89% eran hispanos o latinos de cualquier raza.